# 牛李の党争
牛李の党争（ぎゅうりのとうそう）は、中国唐代の憲宗朝から宣宗朝（808年から849年）にかけて起こった、朝廷内部での政治闘争。牛僧孺・李宗閔の牛党と李徳裕の李党の間で激しい権力闘争が行われ、政治的混乱をもたらし、唐滅亡の要因となったと評される。

## 事実経緯

### 前史
魏晋南北朝時代は貴族制の時代であり、貴族は門地と血統を基にして官僚の上部職を独占していた。これに対して隋では試験により官僚を登用する科挙制度を開始し、貴族に対する皇帝権の強化を狙った。しかし隋およびその後の唐初期に於いては貴族の勢力が強く、科挙官僚の進出は抑えられた。
この頃の貴族勢力は、最上格は後漢以来の長い伝統を誇る山東貴族、中でも崔・盧・李・鄭の四姓とされていた。それに次ぐとされていたのが、鮮卑の名族を母体とし隋・唐の皇帝を出した関隴集団である。これら貴族勢力は官僚人事を司る尚書省吏部を掌握し、科挙官僚が中央政界に進出することを妨害した。

### 発端
玄宗期に勃発した安史の乱により唐の国勢は大きく傾き、地方に節度使が半独立状態で割拠した藩鎮が跋扈するようになった。この状況に対して、憲宗期に杜黄裳・武元衡・李吉甫らの主導により朝廷に反抗的な藩鎮を武力で討伐する強硬策が行われ、一定の成果を収めて唐は中興時代を迎えた。しかし武力討伐の費用は財政を悪化させ、また藩鎮に対抗するために作られた神策軍は宦官の勢力に組み込まれ、朝廷における宦官の勢力は極めて大きなものとなった。
その最中の元和3年（808年）、牛李の党争の発端となる事件が起こる。この年の科挙進士科に牛僧孺・皇甫湜・李宗閔の3人が合格した。この時の論策にて三人は時の失政に対して批判を行い、これが一旦は憲宗に受け入れられた。しかしこの時の宰相の李吉甫と宦官が憲宗に泣訴し、逆に牛僧孺たち3人は中央を追われ、辟召を受けて地方に転出させられた。
李吉甫は元和9年（814年）に死去し、その後を受けて宰相となったのが裴度である。この時に同じく宰相職にあったのが李逢吉であったが、李吉甫の後を受けて主戦論を唱える裴度と藩鎮勢力との妥協を唱える李逢吉とは激しく対立し、李逢吉は宰相職から追われた。
憲宗は元和15年（820年）に宦官の王守澄・梁守謙によって暗殺され、穆宗が擁立される。これと共に牛僧孺は庫部郎中・知制誥から御史中丞に昇り、李宗閔は元和7年（812年）に監察御史となっている。一方、李吉甫の息子の李徳裕は穆宗の即位と共に翰林学士になった。
牛僧孺の祖は隋で僕射であった牛弘だが、牛僧孺の祖父・父ともに低い官職で終わり、牛僧孺の頃には関隴集団の末流と位置づけられていた。一方李宗閔は太宗の弟の李元懿の子孫であり、関隴系でも最上に位置付けられる。これに対して李徳裕は山東四姓の一つ趙郡李氏の出身であり、貴族の中でも最高の家格とされる。

### 党争の勃発
李徳裕は父吉甫が牛僧孺らによって攻撃されたことを恨んでいた。長慶元年（821年）、李宗閔が科挙に関して不正を行ったので、これを攻撃して李宗閔を地方に追いやった。これより後、40年に渡って牛李の党争が行われる。
長慶2年（822年）に李逢吉が宰相に復帰すると裴度・李徳裕はそれぞれ地方に転出させられた。代わって長慶3年（823年）には李逢吉の引き立てで牛僧孺が宰相となる。この後、長慶4年（824年）に敬宗に代替わりし、牛僧孺は鄂州刺史・武昌軍節度使として赴任した。この時期、李逢吉は李紳ら政敵をことごとく排斥し、自らの派で朝廷を固めその党派は八関十六子と呼ばれた。
宝暦2年（826年）に敬宗が宦官の劉克明らによって殺され、王守澄によって文宗が擁立される。そして同年、裴度が宰相に復帰する。李逢吉は裴度の排斥を試みるが失敗し、宰相職を去った。裴度は大和3年（829年）に李徳裕を中央に呼び戻して兵部侍郎とし、さらに宰相に推薦した。しかし先に宰相になっていた李宗閔がこれに反対し、李徳裕・裴度は地方に出された。

### 維州事件
同年に李宗閔は牛僧孺を呼び戻して宰相とし、再び牛党の世となった。
この中で大和5年（831年）に維州事件が起こる。吐蕃が安史の乱の際に混乱に乗じて首都の長安を陥落させたことがあったが、唐が体勢を立て直した後に和約を結んでいた。この時に吐蕃側の領土であった維州の長官が、唐に帰順を申し出てきた。李徳裕はこれを受け入れるように朝廷に上奏したが、牛僧孺は「維州一つで吐蕃との和約を破るべきではない」と述べてこれを退けた。これにより李徳裕はますます牛僧孺を恨んだという。
ところが大和6年（832年）になると文宗は維州を失ったことを悔やむようになり、牛僧孺が維州を放棄したことに対して批判が相次いだ。これにより牛僧孺は宰相を退き、大和7年（833年）、李徳裕が宰相に返り咲いた。宰相となった李徳裕は李宗閔ら牛派を朝廷から一掃するが、翌年には再び李宗閔が返り咲き、李徳裕は宰相を追われる。
このような党争の有様に文宗は「河北の賊を鎮めるのは難しくないが、朝廷内の朋党を収めるのは難しい」と嘆き、党争に嫌気が差した文宗は牛党にも李党にも属しない中立派の李訓（李逢吉の甥）・鄭注を重用するようになった。皇帝の信任を受けた李訓・鄭注は牛派・李派双方を朝廷から追い出した。

### 甘露の変と会昌の廃仏
牛党・李党、双方が相手を追い落とすために宦官を利用したこともあり、この時期には宦官の勢力はますます増大していた。李訓と鄭注は大和9年（835年）に仇士良を初めとする宦官勢力を一気に滅ぼしてしまおうと画策するがこれに失敗、両名は殺される（甘露の変）。以後、皇帝は完全に宦官に掌握されるようになり、文宗は「朕は家奴（宦官）に制されている」と嘆いた。
李訓・鄭注の死後、朝廷では牛李双方の宰相が並立し、争いを繰り返していた。開成5年（840年）に文宗が崩御、文宗は陳王李成美を後継としていたが、甘露の変の際に仇士良により文宗の弟である李瀍が擁立され、武宗となる。これと共に陳王擁立に関わっていた牛派の李玨・楊嗣復は宰相を追われ、代わりに李徳裕が宰相となる。
更に年号が改まった会昌元年（841年）には李玨・楊嗣復を、会昌3年（843年）には牛僧孺を、会昌4年（844年）には李宗閔をそれぞれ地方へと追いやる。また会昌6年（846年）には李宗閔を封州へと流し、李宗閔はその2年後の大中2年（848年）に死去する。
専権を振るう李徳裕は内政・外征に積極策を打ち出す。会昌2年（842年）に廃仏を上奏し、会昌5年（845年）より本格的な廃仏が始まる（会昌の廃仏）。また進士派が党を作る温床となっていると考えられた「呈榜・曲江宴」を廃止した。外征に於いては会昌2年（842年）から会昌3年（843年）にかけて回鶻を討伐し、これに成功を収めた。

### 党争の終結
しかし李宗閔が死去した会昌6年（846年）に、武宗が崩御。宣宗が宦官の馬元贄により擁立される。宣宗は李徳裕の専権を憎んでおり、李徳裕は再び地方へと送られ、それに代わったのが牛派の白敏中である。
翌年の大中元年（847年）に白敏中は李派を朝廷より一掃するが、大中2年（848年）に牛僧孺が死去、更に大中3年（849年）に李徳裕も死去。ここに党争は終結した。この間、牛党が勝てば李党は全て排除され、李党が勝てば逆が行われ、その度に政策は入れ替わり、国政に大きな混乱をもたらした。
この後の朝廷では官僚と宦官との対立が激しくなり、官僚間での党争どころではなくなる。更には乾符元年（874年）には黄巣の乱が勃発。この乱は何とか収束したものの朝廷の力は大幅に減退し、朝廷の内部で争うこと自体がかつてとは違い朱全忠ら藩鎮勢力の代理戦争となったのである。

## 研究
この節は『中国史研究入門』（渡辺1994）を参考にまとめるが、全てを取り上げるのは詳細に過ぎるので、ここでは主なものを挙げるに留める。詳細な文献リストは渡辺1994にあり、日本の研究に比べて中国の研究は数倍の量がある。なお渡辺1994以降の研究に付いては未調査。

### 総論
近代歴史学の立場から、初めて牛李の党争に対して目を向けたのは中国の陳寅恪である。陳寅恪は1944年に牛党を進士派の「新興勢力」・李党を明経派の「山東士族」とし、牛党の中にも旧士族が、李党の中にも進士出身がいるがこれは例外であり、武周以来力を伸ばしてきた「新興勢力」と旧来よりの権力を保持する「山東士族」との争いが牛李の党争であるとした。
これに対して1957年に岑仲勉は実証的な観点から陳寅恪説を激しく批判。「牛李の党争」といい、「牛李」は牛僧孺と李徳裕を指すと思われているが当時の史料に見える「牛李」とは牛僧孺と李宗閔のことであり、李徳裕の立場から牛党を非難した言葉である。そこから李徳裕自身は党派を持たず「李党」は存在しなかったとする。また陳寅恪が例外とした牛党の中の士族・李党の中の進士に付いて、これを例外とするのはおかしく、この党争は「同一士族階級内における、朋党と私利を事とするものと、比較的公正さを持する者との抗争」であるとした。
この批判は陳寅恪説の欠点を的確に突くものであり、この後の研究に多大な影響をもたらした。ただし、岑仲勉の態度も李徳裕に肩入れしすぎている傾向があり、「李徳裕が党派を持たなかった」という考えに対してはその後の研究は批判的である。
日本での牛李の党争研究は1962年の礪波護によって始められた。礪波は牛李双方の派の出身を分析して、岑仲勉と同じく両派の構成員の出身に決定的な差異は見られず、これが党争の要因ではないとした。李徳裕の「今、中朝の半ばは党人なり」（これは李徳裕の立場から言った言葉なので牛党のみを指す）という言葉があるが、これだけの党人を擁するには科挙合格者だけでは不足であり、党派の要人たちが地方に出された際に行った辟召が両派の勢力の形成と拡大に重要な役割を示したのではないかと述べる。この礪波の指摘はそれまで科挙のみに注目してきた研究に、辟召という新しい視角をもたらした点で大きな意味があった。
礪波説に対して築山治三郎は辟召は両派が勢力を拡大する過程ではあるが、党派を形成する要因ではなく、両派の対立の根幹はやはり科挙出身と門閥貴族との対立であるとした。
牛李の党争を考える上での根史料は『旧唐書』・『新唐書』・『資治通鑑』である。それぞれ同時代に書かれた史料を取捨選択して編纂されたものであるが、『旧唐書』は李党寄りの史料を使った部分が多いと指摘され、また『新唐書』については『旧唐書』よりも更に李党寄りであるという。また『資治通鑑』について岑仲勉は「偏牛」であるとしているが、これは極論で『資治通鑑』は概ね中立であるとされる。
1994年現在に至るまで中国では100を超える研究が、日本でも十数の研究が出されているが、現時点で結論は出ておらず、様々な説が入り乱れた混沌とした状態となっている。既存の観点からの論は出し尽くされた感がある。上述のような史料の読み直し、現時点で調査の十分ではない石刻文などの一次史料の精査などが新たな視点を見出す上で必要なことと考えられる。

### 党争の影響
中国の貴族は魏晋南北朝時代がその全盛期であり、安史の乱から著しく衰退し、朱全忠による白馬の禍により完全に滅亡、新興勢力である士大夫に取って代わられたと考えられている。牛李の党争もまた新興勢力の進出を促した一面があると考えられるが、どのような理由をもって促したのか。
陳寅恪のように牛李の党争を「新興勢力」対「山東士族」の争いと考えるならば、牛党が勝った結果新興勢力が新出するようになった、と簡単に考えられる。しかしこのようなマルクス主義の階級闘争史観からの党争理解は既述のように否定的に捉えられている。李党は存在しないという岑仲勉の考えは退けられているが、両派の出自の点が党争の決定的要因ではないと考えるのが多数派であり、その中でも「李徳裕は進歩的・積極的な政治家、牛派は姑息な現状維持派」「李徳裕のレッテル張りによる牛李を排斥しようとしたもの」「党争とは結局官僚大地主内での権力争いに過ぎない」とおのおの評価が分かれている。
中国での研究はこのように、牛派・李派どちらが是でどちらが非かということに力点が置かれており、新興勢力が進出を果たした要因については言及が薄い（このような傾向に中国の政治状況が反映されていることにも留意すべきであろう）。この点を明確にしたのが礪波の論稿である。礪波は既述のように両派は出自の上に於いては本質的な差は無く、両派が行った辟召が新興勢力の進出を促したとする。

### 日本
- 築山治三郎
  - 1967年「牛李の朋党」（『唐代政治制度の研究』第二章第四節、創元社）
- 礪波護
  - 礪波護「中世貴族制の崩壊と辟召制:牛李の党争を手がかりに」『東洋史研究』第21巻第3号、東洋史研究會、1962年、245-270頁、doi:10.14989/152619、hdl:2433/152619。
  - 礪波護『唐代政治社會史研究』 京都大学〈文学博士 乙第6094号〉、1987年。 NAID 500000010928。
- 渡辺孝
  - 1994年「牛李の党争研究の現状と展望 - 牛李党争研究序説 -」（『史境』29、筑波大学歴史人類学会）

- 『中国史研究入門』（山根幸夫編・隋唐担当は堀敏一、1983年）

### 中国
- 岑仲勉
  - 1957年『隋唐史』（高等教育出版）
    - 2004年に中華書局より『岑仲勉著作集』の中の一巻として発行。
- 陳寅恪
  - 1944年『唐代政治史述論稿 中篇』（重慶商務印書館）
    - 1956年三聯書店からなど何度か再版されている。
- 唐長孺
  - 1989年「唐修憲穆敬文四朝実録与牛李党争」（『山居存稿』、中華書局）
- 傅錫壬
  - 1984年『牛李党争与唐代文学』（台湾東大図書公司）